# 水口松尾駅
水口松尾駅（みなくちまつおえき）は、滋賀県甲賀市水口町水口にある近江鉄道本線（水口・蒲生野線）の駅である。駅番号はOR33。
エホバの証人の関西大会ホールが近くにあり、水口町（当時）と同宗教団体との請願駅として開設された。宗教法人格を取得していない宗教団体が駅設置を請願するのは当時でも極めて異例であった。

## 歴史
- 1989年（平成元年）4月5日：開業[1]。

## 駅構造
単式ホーム1面1線の地上駅で、無人駅である。駅舎やトイレは無く、ベンチの雨避けが入口の駅名表示板を兼ねている。駅前には無料の駐輪場がある。
備考
- 当駅 - 日野駅の駅間距離は4.9 kmあり、近江鉄道線内では最も長い。なお、当駅の開業前は当駅所在地を挟む日野駅 - 水口駅間が6.0 kmと、やはり最長区間であった。

## 利用状況
近年の一日平均乗車人員の推移は下記のとおり。(甲賀市統計書より)
| 年度   | 一日平均 乗車人員 |
| ------ | ----------------- |
| 2006年 | 66                |
| 2007年 | 66                |
| 2008年 | 66                |
| 2009年 | 49                |
| 2010年 | 47                |
| 2011年 | 55                |
| 2012年 | 58                |
| 2013年 | 60                |
| 2014年 | 52                |
| 2015年 | 52                |
| 2016年 | 58                |

## 駅周辺

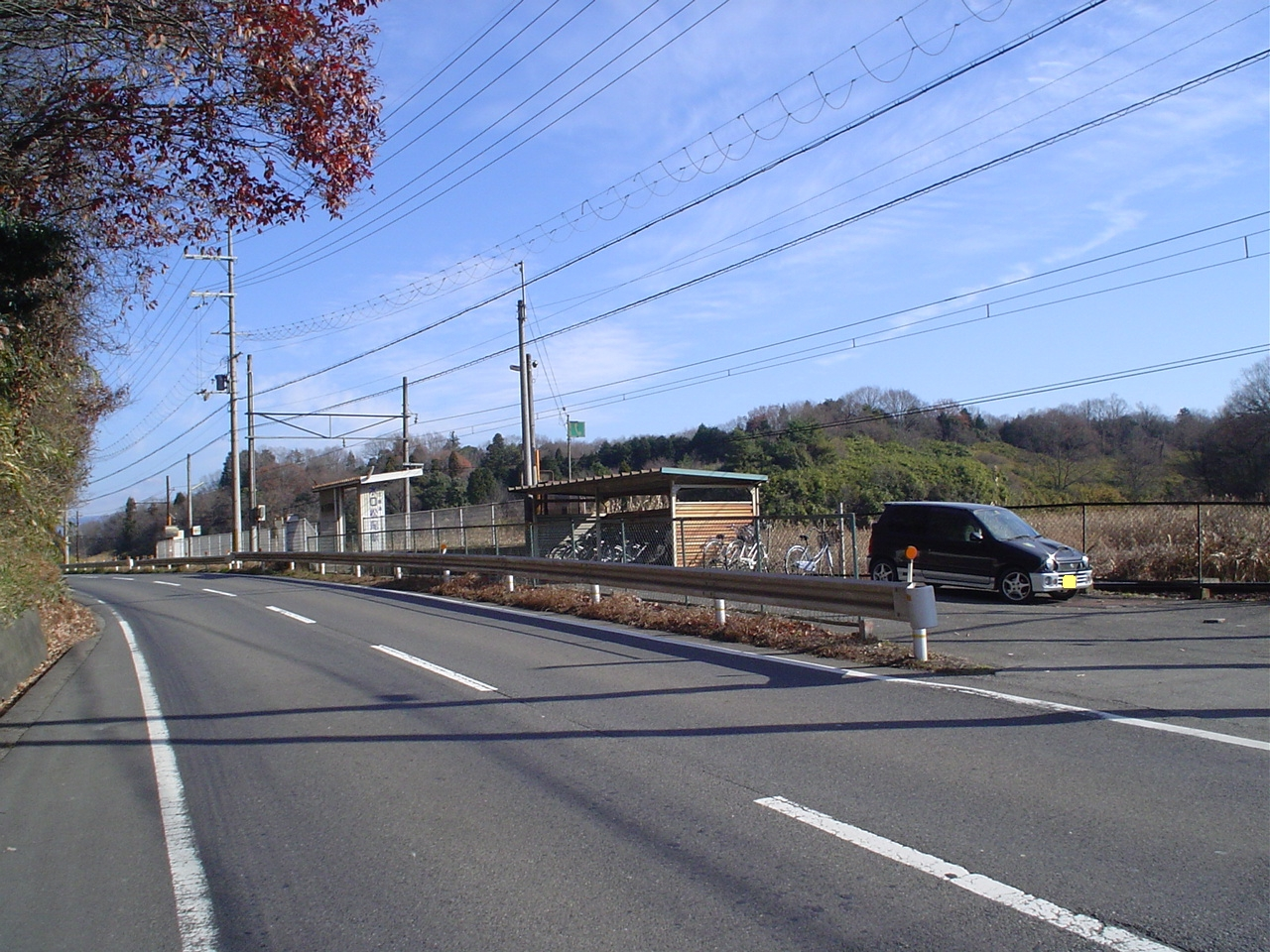
国道307号（現道）より駅方向
（2008年12月）

国道307号の現道区間沿いにあり、駅付近には小規模な住宅街や公立病院がある。なお、駅舎設置を請願した宗教団体のホールは駅北東側にある。ちなみに、日野水口グリーンバイパス（国道307号のバイパス）は駅からやや離れた東側を南北に通るバイパス道路のことをいう。
- エホバの証人関西大会ホール
- 公立甲賀病院
  - 院内保育所ひまわり園
- アヤハ自動車教習所水口校
- 松尾団地
- 水口北保育園
- 国道307号（現道）
- 国道1号（水口道路）

## 隣の駅
近江鉄道
■本線（水口・蒲生野線）
日野駅（OR32） - 水口松尾駅（OR33） - 水口駅（OR34）

### 記事本文